# Educația în Québec
Sistemul educațional din Québec constă în principal din patru niveluri de studii: învățământ preșcolar și primar, secundar, colegial și universitar. Aceste niveluri includ formarea profesională, educația generală a adulților și formarea continuă.
Deoarece educația este o competență provincială în Canada, sistemul educațional din Quebec este administrat de Guvernul Quebecului prin Ministerul Educației și Ministerul Învățământului Superior. Ele asigură coordonarea unui sistem educațional care se remarcă pe mai multe niveluri față de cele ale altor provincii și teritorii din Canada.
În anul școlar 2010-2011, 1.816.858 de elevi au urmat acest sistem de învățământ cu program complet sau parțial. Dintre aceștia, aproximativ 31% au urmat învățământul preșcolar/primar, 25% cel secundar, 17% învățământul general pentru adulți, 12% cel colegial și 16% cel universitar.
Frecventarea școlii este obligatorie de la vârsta de 6 ani (vârsta împlinită până la 30 septembrie pentru clasa întâi) până la vârsta de 16 ani (vârstă atinsă în mod normal de elevi în timpul clasa a X-a sau a XI-a, în funcție de data nașterii) sau obținerea unei diplome de studii secundare (DES). Primul nivel este învățământul primar cu durata de 6 ani. Al doilea nivel este învățământul secundar cu durata de 5 ani. Aceste două niveluri sunt administrate de cele 61 de centre de servicii școlare (60 francofone și 1 cu statut special) și cele 11 comisii școlare (9 vorbitoare de limba engleză și 2 cu statut special) . Aceștia sunt responsabile pentru școlile preșcolare, școlile primare, școlile secundare, centrele de formare generală a adulților și de formare profesională.
Al treilea nivel corespunde învățământului colegial. Există 119 unități care oferă educație colegială, inclusiv 48 de colegii generale și profesionale (CEGEP) și 11 colegii guvernamentale. Programele durează în mod normal de doi ani (preuniversitar) sau de trei ani (tehnic). Nivelul al patrulea de studii corespunde nivelului universitar. Quebec are 19 universități, dintre care 16 sunt francofone, iar trei anglofone. Dintre acestea, 10 universități sunt publice și fac parte din rețeaua Universității din Québec .

## Istorie

### Educația ca responsabilitate privată (1608-1800)
Ca orice colonie aflată într-o perioadă de dezvoltare, instituțiile Noii Franțe reflectă modelul celor din metropolă. Educația, asemenea serviciilor sociale și de sănătate, reprezenta în primul rând o „responsabilitate morală” care revenea clerului, iar episcopul era cel care dirija destinele acesteia. De aceea, nu se poate vorbi de „administrația școlară” în sensul modern al termenului, deoarece nu existau structuri locale sau regionale. Pe scurt, sistemul școlar sub Regimul francez era complet privat.
Statul recunoștea această „responsabilitate morală” atribuită clerului, acordându-i o finanțare care, în acea perioadă, corespundea nevoilor societății în ceea ce privește sănătatea și educația. Această contribuție a statului avea trei surse principale. Prima consta într-o subvenție anuală care, în 1744, reprezenta 11,5% din bugetul total al coloniei. Trebuie spus, totuși, că această subvenție anuală – la fel ca bugetul coloniei în sine – nu era întotdeauna alocată în mod regulat. A doua sursă de finanțare provenea din veniturile moșiilor care erau date clerului de către rege. Deși este dificil de estimat suma exactă, se știe că la începutul secolului XVIII, „aproape jumătate din censitarii canadieni erau sub autoritatea domnilor ecleziastici”. În cele din urmă, exista zeciuiala, ale cărei procente erau stabilite de stat, care, prin intermediul tribunalelor sale, se asigurau de percepția acestora. În cele din urmă, exista zeciuiala, ale căror procente erau stabilite de Stat, care asigura, prin instanțele sale, că acestea erau încasate. Mai mult, nu trebuie neglijate veniturile generate de fundațiile create prin avere privată, mai ales în perioada anterioară instaurării guvernului regal (1660).
Spre deosebire de ceea ce se va observa sub regimul englez, nu asistăm la eternul conflict dintre Biserică și Stat pentru controlul asupra educației. În acea perioadă, după cum remarca istoricul Guy Frégault, funcționarii și clericii „nu priveau Curtea ca pe un adversar căruia trebuie să i se țină piept, ci ca pe un arbitru căruia este înțelept să i se încredințeze cauza”. Nu trebuie pierdut din vedere faptul că populația era foarte redusă, iar cele trei principale orașe aglomerate ale vremii (Québec, Montréal și Trois-Rivières) nu erau decât un sfert din întreaga populație, care, în 1663, era de aproximativ 3.500 de persoane.

### După cucerire
În 1760, a doua zi după războiul franco-indian, în Noua Franță se aflau doar 65.000 de oameni. Era complet ruinată, fără niciun sprijin financiar și material din partea Regatului Franței, pe lângă interdicția de a aduce personal didactic, de a importa cărți școlare sau alte materiale, precum țesături speciale pentru voaluri sau hainele purtate de călugărițe, care trebuiau să-și folosească imaginația pentru a-și confecționa îmbrăcămintea cu alte țesături neadecvate. Conform istoricului Robin S. Harris, studenții vorbitori de limba engleză au putut obține cu ușurință cărți în limba lor din Anglia sau din coloniile din sudul Angliei. În ceea ce privește francofonii, importurile de cărți franceze au fost interzise între 1760 și în jurul anului 1850. Este posibil ca rechizitele școlare să fi fost aduse din Franța, dar doar rareori și pe căi nu tocmai legale. În 1836, lui John Holmes i s-a permis să facă o călătorie în Europa, trecând prin Anglia, de unde a putut aduce cărți și alte instrumente pentru a ajuta instituțiile de învățământ într-o oarecare măsură. Alte articole au fost uneori introduse ilegal și ocazional confiscate.

### Primele legislații educaționale (1801-1840)
Până în 1801, învățământul era complet organizat de sectorul privat. În 1789, o comisie de anchetă a propus crearea de către Stat a unei rețele de școli primare și gimnaziale engleze, precum și a unei universități laice, unde, prin urmare, predarea teologiei să fie exclusă. Scopul a fost să anglicizeze vorbitorii francezi și ca aceștia să devină treptat buni protestanți. Acest proiect a fost respins de cercurile catolice și de canadienii francezi care s-au opus creării unei universități engleze laice. Localnicii nu aveau autoritate în cadrul sistemului Institutului regal, deoarece permisiunea pentru înființarea unei școli revenea guvernatorului. Atunci, legea școlilor parohiale a permis comunităților locale să se implice în domeniul educațional. Rolul administrației parohiale era gestionarea bunurilor parohiei. Această instituție era condusă de un consiliu alcătuit din preoți și mireni, numiți epitropi, aleși diferit de la o parohie la alta. Legea școlilor administrative din 1829 a creat un nou sistem public de școli primare finanțate de părinți, comunitățile locale și guvernul colonial. Guvernul întreținea, de asemenea, rețelele vechi ale Institutului regal și școlile parohiale. Comunitățile locale au început să fie astfel implicate în organizarea sistemului școlar. În 1845 și 1846, două legi au pus bazele a ceea ce se numește astăzi comisii școlare și au creat posibilitatea de a înființa școli catolice sau protestante în funcție de populație.
La sfârșitul secolului al XVIII-lea, o serie de factori politici și ideologici urmau să determine intervenția statului în învățământul primar. Pe de o parte, educația în Europa a fost întotdeauna privilegiul unei elite, ceea ce explică, la rândul său, relativa indiferență a statului în acest sens. Imigranții anglo-saxoni, influențați de ideologiile egalitare ale Lumii Noi, manifestau dimpotrivă o „voință comună (...) de a crea aici o societate de avangardă care să atenueze diferențele de clasă și care să permită tuturor să aibă acces la educație” .
Pe de altă parte, odată cu transformările economice care au avut loc la începutul secolului al XIX-lea, burghezia engleză începea să perceapă „lipsa de educație a populației ca pe o piedică în calea progresului economic” . În cele din urmă, introducerea sistemului parlamentar în 1791 și afirmarea tot mai clară a ideologiei liberale a făcut ca ignoranța larg răspândită să fie percepută ca un obstacol major în calea exercitării democrației și a educației cetățenilor. Din acest motiv, „pentru a răspunde în primul rând cerințelor unei populații engleze în creștere care nu trebuia convinsă de importanța învățământului primar”, puterea executivă a decis să intervină în domeniul învățământului primar prin promulgarea, în 1801, a legii Instituției Regale pentru Avansarea Științelor. În Regatul Unit, educația era în mod tradițional asigurată de Biserică și rezervată elitelor. În 1870. a fost adoptată o lege care a instituit învățământul primar obligatoriu. În 1938, doar 13% dintre copiii din clasa muncitoare frecventau școala până la vârsta de 13 ani. În 1944, sistemul educațional tripartit din Regatul Unit a făcut ca învățământul secundar, Grammar School⁠(d), să devină obligatoriu până la vârsta de 15 ani.

### Structuri școlare (1876-1959)
Între 1876 și 1959, durata studiilor și conținutul programelor au suferit modificări semnificative. Totuși, trăsăturile esențiale ale structurilor școlare au rămas neschimbate timp de un secol. Sistemul școlar a continuat să fie structurat pe baze confesionale și organizat în sectoare private și de stat. De asemenea, învățământul primar continuă să fie, în esență, sub responsabilitatea sectorului public, iar învățământul secundar era structurat, în cazul catolicilor, într-un sector privat și unul public: primul oferea acces la studii universitare, în timp ce al doilea pregătea pentru intrarea directă pe piața muncii. Revizuirea programelor de studii din 1929 și din 1937-1939 a permis câtorva sute de elevi din sectorul public – care locuiau în special în mediul urban și care, altfel, nu ar fi avut mijloacele financiare pentru a studia la Colegiul clasic – să continue să studieze la universitate și „să aibă acces la cariere în comerț, inginerie și domeniul științific”. Totuși, în cadrul ierarhiei de prestigiu a vremii, aceste cariere erau considerate mult mai inferioare decât profesiile liberale tradiționale, la care nu se putea ajunge decât prin „calea regală” a colegiilor clasice.

### Ministerul Bunăstării Sociale și al Tineretului
Ministerul Bunăstării Sociale și al Tineretului a fost înființat în 1946, având ca misiune aplicarea legilor privind ajutorul acordat tineretului și pregătirea viitorului acestora. Fondul pentru educațiea primit 20 de milioane de dolari, fiind completat și de taxele aplicate resurselor naturale. Hydro-Québec⁠(d) a fost implicat în acest proces: aproximativ jumătate din profituri au contribuit la finanțarea acestui minister. A fost creat un fond special pentru educație, menit să finanțeze construcția de noi școli și administrarea noului minister.
În 1950, pe lângă rețeaua de școli publice care se aflau sub autoritatea Departamentului de Educație Publică, existau nouă ministere care întrețineau o rețea paralelă de școli, legată de activitățile lor principale. Această lipsă de coordonare a structurilor s-a reflectat și în programele de formare secundară din sectorul public, care, în cazul francofonilor, se încheiau de cele mai multe ori încheiau fără perspective clare.
De asemenea, la începutul anilor 1960, deși 95% din efectivele de la nivel primar și 70% din cele de la nivel secundar erau parte din sectorul public, învățământul superior rămânea în continuare un domeniu aproape exclusiv al sectorului privat, fiind „aproape singurul care oferea învățământul secundar de al doilea ciclu” care permitea accesul la universitate. În ceea ce privește formarea profesională, aceasta era, în mare parte, sub responsabilitatea sectorului public, chiar dacă cel privat avea o prezență semnificativă. Astfel, în 1959, „erau înregistrate 119 școli profesionale private care primeau 18.000 de elevi și 127 de „școli de afaceri” sau colegii comerciale frecventate de 16.000 de elevi”. La acestea se adăugau aproximativ cincizeci de institute familiale conduse de comunități religioase, precum și școlile de infirmiere, care erau asociate cu spitale private.
În cele din urmă, sectorul privat asigura aproape toată formarea profesorilor printr-o rețea de 114 colegii de formare a profesorilor care aparțineau comunităților religioase.
Între 1954 și 1960, numărul copiilor cu vârste între 13 și 16 ani din școli s-a dublat, crescând de la 130.000 la 262.000 de elevi. Având în vedere presiunea demografică, se poate înțelege de ce sistemul educațional din Quebec, la sfârșitul anilor cincizeci, apărea în conștiința socială ca „un sistem fragmentat, subfinanțat, subdezvoltat, lipsit de coordonare, puțin democratic, elitist și sexist”.

### Înființarea Ministerului Educației
Ministerul Educației din Quebec a fost creat în 1964 și este responsabil pentru toate serviciile educaționale disponibile în Quebec. De-a lungul timpului și în funcție de guvernele aflate la putere, s-a înființat uneori un Minister al Învățământului Superior care este responsabil pentru nivelurile de învățământ colegial și universitar. Când acest minister este desființat, atribuțiile sale sunt preluate de Ministerul Educației.

### Raportul Parent
La începutul anilor 1960, o comisie regală de anchetă a fost însărcinată să raporteze situația educației din Quebec. Raportul său, cunoscut ca raportul Parent, publicat în 1963-1964, în 3 volume, împărțite în 5 volume, a propus diferite reforme ale sistemului educațional din Quebec, printre care:
- înființarea Ministerului Educației din Quebec;
- învățământul obligatoriu până la vârsta de 16 ani;
- înființarea colegiilor generale și profesionale (CEGEP) care să înlocuiască colegiile din acea vrem conduse de lideri religioși;
- formare avansată a cadrelor didactice;
- facilitarea accesului la universitate, indiferent de apartenența socială.

### Laicizarea școlilor (2000)
În 14 iunie 2000, Adunarea Națională a adoptat Legea 118 care a abrogat statutul confesional al școlilor primare și secundare publice din Quebec. Această lege a fost posibilă datorită unei modificări a articolului 93 din Constituția Canadei, realizată în 1998, care a permis crearea de comisii școlare lingvistice. François Legault, ministrul Educației, a consideră „că trebuie să ne îndreptăm către mai puține religii în Quebec.”
Chiar dacă recunoaște „laicizarea” școlilor, Legea 118 permite, de asemenea, păstrarea unui învățământ religios, limitat la confesiunea catolică și protestantă.
În 2020, foști elevi ai unei școli religioase private din Boisbriand au dat în judecată guvernul Quebec, acuzându-l că nu le-a oferit o educație adecvată. Pe parcursul școlarizării, nu au primit practic nicio formare laică, nu au urmat niciun curs de istorie, geografie, științe sau arte, și și-au încheiat studiile fără să știe să vorbească franceza și engleza.

### Desființarea comisiilor școlare
În 1 octombrie 2019, guvernul Québec a depus un proiect de lege care viza înlocuirea comisiilor școlare cu „centre de servicii scolare” și să desființeze alegerile școlare din toamna aceluiași an, înainte de alegerile programate pentru 2020.

## Învățământul preșcolar, primar și gimnazial

### Învățământul preșcolar
Învățământul preșcolar include grădinița de 4 ani și cea de 5 ani. Grădinița de 4 ani a fost introdusă treptat din 2019, mai ales în mediile defavorizate. Elevii pot frecventa grădinița pentru copii de 4 ani cu program parțial sau complet și nu este obligatoriu. Toate școlile oferă clase de grădiniță pentru copiii de 5 ani pentru a îndeplini obligației de școlarizare pentru toți copiii cu domiciliul în Quebec de la începutul anului școlar în care împlinesc 6 ani.

### Învățământul primar
Învățământul primar se adresează copiilor cu vârsta cuprinsă între 6 și 11 ani împliniți până la 30 septembrie) (sau până la 12 ani în caz de repetenție). Învățământul primar este organizat în trei cicluri de doi ani, pe o durată de șase ani. Elevii au la dispoziție doi ani pentru a parcurge și asimila învățăturile fiecărui ciclu. În anul al doilea al fiecărui ciclu, cadrul didactic realizează o evaluare a progresului elevilor pentru a verifica nivelul lor de cunoștințe în raport cu cerințele Ministerului Educației. Acesta impune elevilor din clasa a VI-a un examen de trecere de la școala primară la cea gimnazială. Deși examenul de clasa a șasea este foarte important, multe școli generale folosesc rezultatele cumulate din toți anii anteriori pentru a repartiza elevul.
Elevii care nu îndeplinesc cerințele de final de an școlar sau care lipsesc frecvent pot fi nevoiți să repete anul. În trecut, nu existau cursuri de limba engleză în primul ciclu, dar din august 2006, există un curs de engleză în fiecare ciclu. Programa de învățământ primar includ 5 domenii de învățare. Fiecare dintre aceste domenii include mai multe discipline:
1) Domeniul limbilor (în școlile primare francofone): franceza, ca limbă de predare; engleza, ca limbă secundară; franceza, program de integrare (pentru elevii care au emigrat recent în țară sau care nu au vorbit niciodată limba). Domeniul lingvistic (în școlile primare anglofone): engleză, limba de predare; franceza, ca limbă secundară
2) Domeniul matematicii, științei si tehnologiei: Matematică; Știință și tehnologie.
3) Domeniul universului social: Geografie și istorie; Educație pentru cetățenie.
4) Domeniul artelor: Arte plastice; Muzică (opțional); Dramă (opțional); Dans (opțional).
5) Domeniul dezvoltării personale: Educație fizică și pentru sănătate; Etica si cultura religioasa.

### Învățământ secundar
Învățământul secundar din Québec este împărțit în cinci nivele (clasele a VII-a - a XI-a), fiecare cu durata de un an. De asemenea, acestea sunt organizate în două cicluri: clasele a VII-a și a VIII-a fac parte din primul ciclu, în timp ce clasele a X-a, a IX-a și a XI-a fac parte din al doilea ciclu al învățământului secundar. La finalizarea cu succes a clasei a XI-a, elevii primesc o diplomă de studii secundare (DES).
Elevii din gimnaziu au între 12 și 17 ani sau 18 ani (vârsta la 30 septembrie), în caz de repetenție. Elevii care nu îndeplinesc cerințele de final de an pentru școala secundară pot fi nevoiți să repete întregul an sau doar una ori câteva materii. Unii studenți care doresc să intre mai repede pe piața muncii pot, începând cu vârsta de 16 ani, să nu termine studiile medii și să urmeze studii profesionale. Aceste cursuri, cu o durată de aproximativ doi ani, urmăresc dobândirea de competențe legate de o profesie și permit acordarea unei diplome de studii profesionale (DEP). Cu toate acestea, DEP permite accesul la studii universitare într-un domeniu profesional conexe, cu anumite credite din învățământul secundar obișnuit în sectorul tinerilor sau adulților.
Pentru adulții (cu vârsta de minimum 16 ani) care doresc să se întoarcă la școală, aceștia își pot obține diploma de liceu la un centru de educație generală a adulților (CFGA). Pentru cei care nu doresc să călătorească, Societatea de Educație la Distanță a consiliilor școlare din Quebec oferă educație la distanță din 1995. Cu toate acestea, centrele de servicii școlare și comisiile școlare din Québec sunt cele care preiau înscrierile și se ocupă de tot ce ține de procesul de învățare. Există cel puțin unul în fiecare regiune din Quebec.
Din septembrie 2005, Programul de formare școlară din Quebec (cunoscut și sub numele „reforma”) a fost implementat treptat în învățământul secundar. În celelalte părți ale Canadei, învățământul secundar cuprinde șase ani de studiu.

#### Programe de formare orientate spre piața muncii
Așa-numitele programe de formare orientate spre piața muncii sunt oferite și în mai multe școli secundare și sunt destinate elevilor care se confruntă cu dificultăți de învățare. Metodele de predare sunt adaptate la nevoilor lor, iar școlarizarea poate fi desfășurată în contexte diferite decât în cursurile obișnuite de formare și ar favoriza un mediu mai favorabil învățării. Aceste programe sunt împărțite în două tipuri de formare: formare premergătoare muncii (FPT) și cea pentru exercitarea unei profesii semi-calificate (FMS). Ambele sunt accesibile elevilor care au împlinit 15 ani până la data de 30 septembrie a anului în curs și urmăresc în general dobândirea de competențe în meserii puțin sau semi-specializate.
FPT se adresează persoanelor care nu au atins cerințele învățământului primar în ceea ce privește limba de predare și matematica la finalul ciclului inferior al învățământ secundar. Aceasta constă în trei ani de cursuri și stagii profesionale și reprezenta o etapă de tranziție către integrarea pe piața muncii sau continuarea formării prin programul FMS. La finalizarea acestui program, se obține la un Certificat de formare profesională de bază (CFPT) acordat de Ministerul Educației. Elevii care nu sunt autonomi sau care nu și-ai finalizat stagiile trebuie să repete anul. Studenții care au împlinit vârsta maximă de admitere în program, mai exact 21 de ani la data de 30 septembrie a anului în curs, pot beneficia de un an derogatoriu pentru a repeta al treilea an de FPT, dar nu pot beneficia de această derogare dacă nu au început niciodată anul acesta.
FMS se adresează persoanelor care au atins cerințele învățământului primar în limba de predare și matematică la sfârșitul ciclului inferior de învățământ secundar fără, totuși, să atingă cerințele acestui ciclu de învățământ secundar la aceleași discipline. Se compune din cel puțin un an de cursuri și stagii de muncă și poate duce fie către integrarea pe piața muncii, fie către anumite programe de formare profesională sau la ciclul superior de învățământ secundar. La finalizarea acestui program, se obține un certificat de pregătire pentru o meserie semi-calificată cu mențiunea meseriei (CFMS) acordat de Ministerul Educației.

#### Formarea profesională
Formarea profesională constă în programe care permit dobândirea de abilități și cunoștințe legate de învățarea unei meserii. Acest lucru permite, în general, un acces mai direct pe piața muncii decât prin parcursul educațional general, fără a avea neapărat studii medii absolvite. Într-adevăr, elevii pot avea acces la anumite programe de formare profesională începând cu vârsta de 16 ani sau după ce au absolvit doar clasa a IX-a sau a X-a. Mai multe școli secundare și centre de formare profesională oferă aceste cursuri prin care se pot obține o diplomă de studii profesionale (DEP) eliberată de Ministerul Educației.
De asemenea, este posibil ca studenții care doresc să-și îmbunătățească abilitățile și cunoștințele într-un domeniu în care au obținut o diplomă de studii profesionale să urmeze o formare de specializare profesională. Aceste cursuri vă permit să vă specializați într-un anumit domeniu și adesea necesită abilități de la un DEP înrudit. Ele pot duce la obținerea unei atestări de specializare profesională (ASP) eliberată de Ministerul Educației.
Există și cursuri de formare mai scurte, precum cele prin care se poate obține un certificat de studii profesionale (AEP). Acestea constau, în general, din părți ale învățământului oferit în cadrul unui DEP și oferă, în general, acces rapid la piața muncii. Aceste programe sunt concepute de comisiile școlare și centrele de servicii școlare, iar certificatele sunt eliberate de aceleași entități.

## Educația universitară
Studenții care urmează studii postsecundare merg de obicei la o facultate unde pot finaliza un program de doi sau trei ani prin care pot obține o diplomă de studii colegiale (DEC). Programele prin care se poate obține această diplomă sunt împărțite în două categorii principale: programe preuniversitare de doi ani și programe tehnice de trei ani. Există, de asemenea, cursuri de formare mai scurte și mai simplificate, cum ar fi certificatele de studii universitare (AEC).
Studenții care frecventează instituțiile de învățământ colegial au, la data de 30 septembrie, vârste cuprinse între 17 și 19 ani pentru programele preuniversitare sau 17 până la 20 de ani pentru programele tehnice, dacă au urmat parcursul educațional obișnuită fără întrerupere și dacă nu au repetat un an de școală primară sau secundară.
Învățământul la nivel de colegiu este asigurat de o rețea publică formată din colegii de învățământ general și profesional (denumite în mod normal „colegii”) și o rețea privată formată din colegii independente.

### Diploma de facultate
Studiile care prin care se obține diploma de studii colegiale (DEC) constau în cursuri care fac parte dintr-un nucleu comun și cursuri de formare specifice legate de programul de studii urmat. Promovarea cursurilor de bază este obligatorie pentru orice student care dorește să obțină un DEC preuniversitar sau tehnic.
Acest program de bază este format din patru cursuri de literatură, trei cursuri de filosofie, două cursuri de engleză, trei cursuri de educație fizică și două cursuri alese din diverse domenii de studiu care nu au neapărat legătură cu cele ale programului urmat (științe umane, știință și tehnologie, limbi străine, matematică și informatică, artă și estetică, probleme contemporane). După finalizarea a trei din cele patru cursuri de literatură, studentul trebuie să treacă un examen standard de limba franceză pentru a obține DEC .
Curriculumul de bază de formare generală urmărește, în esență, să exerseze și să dezvolte abilitățile de scriere și comunicare în limba maternă și a doua limbă, capacitatea de reflecție, argumentare și spirit critic, conștiința de sine și a celorlalți, precum și adoptarea unui stil de viață sănătos. De asemenea, acesta contribuie la dezvoltarea personală și permite transmiterea unui patrimoniu cultural comun.

#### Formarea preuniversitară
Programele de studii preuniversitare durează de obicei doi ani și pregătesc studentul pentru intrarea la universitate folosind cursuri de învățare generală. Sunt oferite mai multe programe, printre altele:
- Arte, litere și comunicare;
- Arte vizuale;
- Științe umane;
- Istorie și civilizație;
- Stiintele naturii;
- DEC dublu;
- Bacalaureat Internațional;
- Științe, litere și arte

#### Pregătire tehnică
Programele de studii tehnice durează, de obicei, trei ani și le permit studenților să dobândească cunoștințe mai specifice și practice referitoare la o meserie sau tehnică. În cadrul formării, este adesea necesară efectuarea unor stagii pentru a putea finaliza programul. La finalul studiilor, studentul poate decide să intre direct pe piața muncii sau să-și continue studiile la universitate.

### Certificat de studii universitare
Multe colegii oferă formări de scurtă durată care pot duce la obținerea unui atestat de studii colegiale (AEC). Aceste programe, care constau în general dintr-o parte a formării incluse într-un program tehnic care duce la DEC, sunt concepute de unități de învățământ. Tot acestea stabilesc competențele care trebuie atinse, cursurile de urmat, regulile de finalizare a studiilor și care prin care se obține diploma, spre deosebire de DEC care este eliberat de Ministerul Învățământului Superior. Programele care pot duce la obținerea unei AEC nu includ cursurile generale care fac parte din nucleul comun de formare prin care se obține DEC.

### Alte tipuri de formări
Există și alte tipuri de formări și au, în general, o durată mai scurtă decât programele de pregătire preuniversitară sau tehnică. Aceste cursuri de formare urmăresc în special obținerea unor cursuri prealabile necesare pentru admiterea într-un program colegial la începutul cursului sau la un program universitar la finalul acestuia, sau chiar formarea specifică destinată unor domenii de activitate sau anumitor companii. Unul dintre acestea este Tremplin DEC, care le oferă, de regulă, noilor studenți posibilitatea de a se familiariza cu studiile și domeniile colegiale sau de a completa anumite cursuri în vederea admiterii într-un alt program.

## Învățământul universitar
În mod normal, studenții încep universitatea la 20 de ani (vârsta împlinită la 30 septembrie). Parcursul obișnuit al studenților din Quebec implică finalizarea a cel puțin 13 ani de studiu: șase ani de școală primară, cinci ani de școală secundară și doi ani de colegiu.
Aceasta durează cu un an mai mult decât în alte regiuni canadiene. Prin urmare, studenții care nu se află în Quebec trebuie să urmeze un an suplimentar înainte de a începe studiile universitare. Totuși, ciclul de licență e cu un an mai scurt și, prin urmare, finalizează același număr de ani pentru obținerea unei diplome de licență sau un certificat. Altfel, desfășurarea studiilor universitare se aseamănă, în general, cu sistemul din America de Nord.
Studiile universitare, care sunt subvenționate de guvernul Québecului, sunt recunoscute pentru costul lor relativ scăzut în comparație cu alte instituții din America de Nord. Totuși, sunt mult mai scumpe în comparație cu unele țări europene, precum Franța sau țările scandinave. Cu cele patru universități ale sale, Montréal este orașul cu procentul cel mai ridicat de studenți de studenți din America de Nord.
În 1968, Guvernul Québecului a înființat Universitatea din Québec, o rețea de universități publice autonome situate în mai multe orașe din provincie .
Unele universități oferă programe în regim cooperativ, ce constă în includerea stagiilor de practică plătite în cadrul programului universitar urmat, prelungindu-i astfel durata normală, însă permițând studenților să dobândească experiență pe piața muncii în domeniile lor de specialitate.
Studiile universitare sunt împărțite în trei cicluri distincte.

### Primul ciclu
Există mai multe tipuri de studii de licență: certificatul (30 de credite), specializare minoră (30 de credite), specializare majoră (60 de credite), licența (90 sau 120 de credite) și doctoratul profesional (peste 150 de credite).

#### Certificatul
Certificatul este un program care își propune să exploreze bazele unei discipline (în acest caz se face referire la un certificat general) sau specializarea într-o problematică disciplinară sau interdisciplinară (acesta fiind un certificat profesional). Durata acestui program variază între un an și doi ani și jumătate și include 30 de credite.
Mai multe certificate pot fi combinate cu alte programe sau pot constitui prima parte a unui program de licență. Unele instituții acceptă ca un student care a obținut trei certificate să fie recunoscut ca absolvent al unei „licențe prin acumulare de certificate».

#### Specializarea minoră și majoră
Acestea sunt două tipuri de diplome care pot fi combinate pentru a echivala o licență. Este nevoie de trei specializări minore sau de o specializare minoră și o specializare majoră pentru a echivala o diplomă de licență. În general, o specializare minoră reprezintă 30 de credite, iar cea majoră, 60. Combinarea specializării minore cu specializarea majoră îi oferă studentului o licență mai personalizată și mai diversificată.

#### Licența
Cel mai obișnuit program din primul ciclu este licența. Inspirată de tradiția educațională anglo-saxonă, licența din Québec durează în general 3 ani. Acesta include, în mod obișnuit, 90 de credite. Cu toate acestea, din ce în ce mai multe cicluri de licență sunt finalizate în 4 ani (120 de credite), în special în domeniul ingineriei și educației.

#### Doctoratul profesional
Doctoratul profesional durează între 4 și 5 ani și cuprinde mai mult de 150 de credite. Există programe care pregătesc pentru anumite profesii medicale, unde obținerea unui doctorat este necesară: doctorat în medicină (minim 200 credite), stomatologie (182 credite), farmacie (164 credite), medicină veterinară (195 credite) și optometrie (157 credite).

### Al doilea ciclu
Majoritatea instituțiilor universitare din Quebec oferă trei tipuri de programe pentru al doilea ciclu: masterul, învățământul superior de specialitate (DESS) si microprogramul (sau programul scurt).
Cel mai comun program este masterul. De obicei, este un program de doi ani care se concentrează fie pe competențe de cercetare, fie pe cele profesionale. În general, reprezintă 45 de credite. Diplomele de master în cercetare oferă o introducere în cercetarea universitară, care se poate finaliza cu redactarea unei disertații. În unele cazuri, studenții de la masterat pot publica articole în reviste sau publicații științifice. De obicei, masteratele cu orientare profesională permit studenților să urmeze mai multe cursuri sau seminare, urmate, în loc de disertație, de un stagiu profesional.
Diploma de studii superioare de specialitate (DESS) este un program mai scurt decât diploma de master. În general, include 30 de credite și se finalizează, în general, într-un an. De regulă, se axează pe competențele profesionale.
Microprogramul sau programul scurt din al doilea ciclu constă din aproximativ 15 credite de prelegeri. Aceste credite se pot aplica totodată unui program de master.

### Al treilea ciclu
Durata programelor postuniversitare variază și permit urmarea unui doctorat. Studenții postuniversitari, doctoranzi, sunt cercetători. Ei publică articole și redactează o teză de doctorat.
Unele universități oferă și doctorate profesionale în psihologie, precum și în administrație.

#### Post-doctorat
După finalizarea studiilor de doctorat, cercetătorii își pot continua studiile prin începerea unui post-doctorat.

## Limba de predare
În Québec, există o rețea de școli francofonă și o rețea de școli anglofonă. Limba de predare rămâne o problemă controversată. Conform Cartei limbii franceze, adoptată în 1977, elevii trebuie să frecventeze școlile cu predare în limba franceză. Cu toate acestea, următorii elevi care îndeplinesc una dintre următoarele condiții pot merge la o școala anglofonă:
- copii ai căror părinți au absolvit cea mai mare parte a învățământului primar în limba engleză în Canada[44];
- copiii al căror părinte este cetățean canadian și care urmează sau a urmat cea mai mare parte a studiilor primare sau secundare în limba engleză în Canada[44].

Această restricție nu se aplică învățământului postliceal sau școlilor care nu primesc finanțare de la stat. Educația în Quebec este oferită în mai multe limbi ( franceză, engleză și limbi indigene ). În timpul anului școlar 2005-2006, limba de predare era franceza pentru aproximativ 85,9% dintre elevi, engleza pentru 13,6%, învățământul bilingv (engleză-franceză) pentru 0,3%, iar predarea în diverse limbi autohtone pentru 0,1%.

## Finanțare și taxe
Finanțarea și costurile pentru educație variază în funcție de nivelul de învățământ.
La nivel primar și secundar, sistemul public este finanțat de guvernul provinciei Quebec și, pe lângă rechizitele școlare (papetărie, caiete de exerciții, manuale etc.), frecventarea este gratuită. Cu toate acestea, există școli private. Unele nu primesc nicio subvenție publică, altele beneficiază de o subvenție echivalentă cu 60% din ceea ce primește o școală publică. Taxele percepute elevilor variază în funcție de instituția privată.
La nivel de facultate, educația este aproape gratuită și pentru studenții cu normă întreagă din sistemul public. Instituțiile publice percep taxe între 200 și 300 de dolari canadieni pe an. Studenții care urmează un program parțial trebuie să plătească școlarizarea, precum și cei care urmează colegii private.
Catégorie:Article à référence nécessaire⁠(d)
La nivel universitar, instituțiile sunt finanțate parțial de guvern și parțial din taxele de școlarizare. Taxele de școlarizare din Québec sunt printre cele mai mici din America de Nord. Acestea valorează aproximativ 3.000 de dolari pe an.
Catégorie:Article à référence nécessaire⁠(d)
Studenții canadieni au posibilitatea de a finaliza studiile colegiale și/sau universitare finanțate integral de Forțele Armate Canadiene, în schimbul unui serviciu militare care durează câțiva ani.

### Împrumuturi și burse
Pentru a facilita accesul la studii postsecundare (colegiu și universitate), guvernul Québec a înființat un program de asistență financiară pentru studii (numit „împrumuturi și burse”) pentru studenții din Quebec. Pe baza unui calcul care ia în considerare, printre altele, venitul anual al studentului și al părinților săi, o anumită sumă de bani poate fi acordată elevului fără dobândă. Acesta din urmă va trebui să ramburseze această sumă odată ce nu mai este considerat student cu program complet. În unele cazuri, pe lângă împrumut, studentul poate beneficia de o bursă pe care nu trebuie să o ramburseze.
Pe lângă acest sistem, există și alte organizații care permit studenților să-și finanțeze studiile. Printre acestea, se numără Fonds québécois de la recherche sur la nature et les technologies (FQRNT) și Conseil de recherches en sciences naturelles et en génie du Canada (NSERC), care finanțează anumiți studenți cu performanțe înalte.

## Rețeaua publică și privată

### Rețeaua publică
Pentru învățământul preșcolar, primar și secundar, rețeaua publică de unități este administrată de centre de servicii școlare și comisii școlare. Rețeaua este alcătuită din 60 de centre de servicii școlare (cu predare în limba franceză), un centru de servicii școlare cu statut special (cu predare în limbile franceză și engleză), nouă comisii școlare (cu predare în limba engleză) și două comisii școlare cu statut special (cu predare în limba franceză, engleză și cree sau Inuktitut⁠(d)).
Centrele de servicii școlare sunt entități afiliate Ministerului Educației, dispunând de un consiliu de administrație, în timp ce comisiile școlare se bucură de o relativă independență, în specia, datorită puterii de decizie ce revine unui consiliu de comisari aleși.
În Québec, există clase de integrare destinate elevilor imigranți, menite să faciliteze integrarea acestora în clasele obișnuite, pentru a-și continua studiile în condiții favorabile.
La nivel de colegiu, rețeaua publică este formată din 48 de colegii situate în majoritatea centrelor urbane de dimensiuni medii și mari din Quebec.
La nivel universitar, rețeaua publică este formată din cele 10 universități autonome care formează rețeaua Universității din Quebec. Trebuie menționat că taxele de școlarizare pentru o universitate publică sau privată din Quebec nu diferă, având în vedere faptul că toate unitățile sunt subvenționate de statul Quebec.

### Rețeaua privată
Pentru fiecare nivel de învățământ (cu excepția universității), există o rețea publică și o rețea privată (de interes public sau nu). Rețeaua publică este finanțată de Guvernul Quebecului și de o taxă școlară. Legea privind instituțiile de învățământ privat (care se aplică până la nivelul colegial) permite ca instituțiile de învățământ privat de interes public să fie finanțate într-o mare măsură de Guvernul Quebecului (75% conform raportului Champoux-Lesage). La nivel universitar, toate instituțiile universitare există în baza legilor Adunării Naționale a Quebecului din 1967. Finanțarea lor este în mare parte publică, dar legea lor constituțională le acordă o largă autonomie.
O rețea privată coexistă cu sistemul public de învățământ din Quebec. În aceste școli, uneori parțial finanțate de minister, responsabilitatea administrativă revine unei autorități locale (consiliu de administrație sau altă instituție, în funcție de tipul de corporație) care trebuie să răspundă de conducerea acesteia către Direcția de învățământ privat a Ministerului Educației și Învățământului Superior și trebuie să implementeze întregul program stabilit de minister, deși pot fi adăugate discipline opționale.
În anul școlar 2005-2006, rețeaua privată cuprindea 264 de școli primare și secundare, 60 de instituții care ofereau învățământ colegial și 9 universități.

## Tarife de admitere și rate de absolvire

### În funcție de gen
În Quebec, majoritatea studenților înscriși la colegiu și la universitate sunt femei. Conform Institutului de Statistică din Quebec, 33% dintre femei urmează studiile universitare, în timp ce, în cazul bărbaților, procentul este de 21%. Se observă aceeași tendință la nivelul colegial, 21% dintre studenți fiind femei și 17% bărbați. Conform datelor colectate de Universitatea din Montreal, în 2016, bărbații reprezentau doar 32,3% dintre cei înregistrați ca studenți cu frecvență. Aceeași tendință se observă la UQAM, unde 37,5% dintre studenți sunt bărbați, 42,4% la Universitatea Laval, 41,8% la Universitatea McGill și 48% la Universitatea Concordia. Femeile erau suprareprezentate în rândul absolvenților în 2016, unde aproape trei din zece femei din Quebec aveau un certificat, o diplomă sau o diplomă universitară. În 2008, 62% din totalul absolvenților care au obținut o diplomă de licență erau femei. La nivel de facultate, se observă aceeași tendință: în 2007 au reprezentat 56% din înscrierea la colegiu și 59% din absolvenți. În domeniul științelor umaniste, diferența este și mai mare, femeile reprezentând 57% din numărul de studenți înscriși și 62% dintre absolvenți.

#### În funcție de originea culturală
În Quebec, au fost adoptate mai multe legi, inclusiv Carta limbii franceze pentru a proteja limba franceze, legea 21 (regula privind laicitate). Acest articol va fi împărțit în trei părți, prima va aborda ratele de admitere, iar cealaltă despre numărul de persoane diferite etnii în colegiile și universitățile din Quebec.
Potrivit unei analize realizate de Universitatea din Montreal (2020), „studenții canadieni din diverse medii sunt subreprezentați, fie că sunt imigranți (22,7%), minorități vizibile de prima generație (17,6%) sau alofonii din toate generațiile (16.9%). Există o suprareprezentare a rezidenților permanenți (10%) și o prezență semnificativă a studenților internaționali (10.7%), în special la nivelul învățământului superior.” Persoanele din diferite grupuri culturale sunt subreprezentate în universitățile din Quebec. Solicitările din Statele Unite sunt în creștere în Quebec din cauza „influenței măsurilor lui Trump”, conform unui articol publicat de TVA Nouvelles. „Universitatea Laval a raportat o creștere de 17% a înscrierilor în cazul studenții americani în anul 2017”.
Rata de școlarizare este mai mare în cazul imigranților. „O proporție de 11,3% dintre imigranții cu vârsta cuprinsă între 25 și 64 de ani dețineau un master sau un doctorat față de 5,0% din populația născută în Canada. Persoanele care au imigrat recent aveau și mai multe șanse să aibă o diplomă de master sau doctorat, 16,7% dintre ei deținând o astfel de diplomă de studii superioare în 2016.
|                             | Master sau doctorat | Diplomă de licență sau de grad superioar |
| --------------------------- | ------------------- | ---------------------------------------- |
| Populație născută în Canada | 5.0                 | 24.0                                     |
| Numărul total de imigranti  | 11.3                | 39,5                                     |
| Persoane imigrate recent¹   | 16.7                | 52.1                                     |

### Articole similare
Învățământ preșcolar, primar și secundar
- Lista școlilor preșcolare și primare private din Quebec
- Lista școlilor preșcolare și primare guvernamentale din Quebec
- Lista liceelor private din Quebec
- Lista școlilor secundare guvernamentale din Quebec
- Lista școlilor secundare publice din Quebec
- Asociația Franco-Canadiană pentru Avansarea Științei
- Certificat de predare
- Sistem educațional pe trei niveluri

Învățământ colegial
- Lista instituțiilor de învățământ superior din Quebec
- Lista colegiilor private subvenționate din Quebec
- Lista școlilor universitare guvernamentale din Quebec
- Lista centrelor de transfer tehnologic universitar

Învățământ universitar
- Lista universităților din Quebec